# Marco Antonio Boronat
Marco Antonio Boronat (San Sebastián, 9 giugno 1947) è un ex calciatore e allenatore di calcio spagnolo, di ruolo attaccante.

## Palmarès

### Giocatore

#### Competizioni nazionali
- Segunda División: 1

Real Sociedad: 1966-1967